# USS Craven (DD-382)
DD 382 Craven (Корабль соединённых штатов Крэвэн) — американский эсминец типа Гридли.

## История
Заложен на верфи Bethlehem Steel, Quincy 3 июня 1935 года. Спущен 25 февраля 1937 года, вступил в строй 2 сентября 1937 года.
Выведен в резерв 18 апреля 1946 года. Из ВМС США исключён 25 февраля 1947 года.Продан 2 октября 1947 года и разобран на слом.